# Bellator 97
Bellator XCVII é um evento de artes marciais mistas promovido pelo Bellator Fighting Championships, é esperado para ocorrer em 31 de julho de 2013 no Santa Ana Star Center em Rio Rancho, New Mexico.

## Antecedentes
O card contará com a quarta defesa do Cinturão Meio Médio do Bellator do campeão Ben Askren.
Douglas Lima e Ben Saunders eram esperados para se enfrentarem para decidir o próximo desafiante ao título dos Meio Médios. Porém, em 11 de Junho, foi anunciado que Lima havia se retirado da luta devido a uma lesão.
O veterano do TUF Rob Emerson era esperado para enfrentar Patrício Freire no evento, porém uma lesão tirou Emerson do evento, sendo substituído por Jared Downing.
O card é esperado para contar com a final dos Torneios de Pesados e Meio Pesados.

## Ligações Externas
http://www.sherdog.com/events/Bellator-MMA-Bellator-97-30367